# 성락식
성낙식(成樂式, 1946년 3월 7일 ~ , 전북 남원)은 대한민국의 경찰공무원이다.

## 학력
- 전주고등학교 졸업(1965년)
- 고려대학교 교육학 학사(1969년)
- 대한민국 국방대학교 행정학사 22기(1977년)

## 경력
- 1973년 : 경찰간부후보생 21기
- 1990년 : 임실경찰서장
- 1994년 : 서대문경찰서장
- 1998년 : 전북지방경찰청 차장
- 1999년 : 서울지방경찰청 경비국장
- 1999년 : 경찰청 정보국장
- 2000년 : 경남지방경찰청 청장
- 2001년 : 경찰청 차장
- 2005년 : 삼성생명보험(주) 상임고문

## 참고
| 전임 최기문 | 제14대 경찰청 차장 2001년 11월 12일 ~ 2003년 3월 26일 | 후임 임상호 |